# Pahalahden Ahosaari
Pahalahden Ahosaari är en ö i Finland. Den ligger i sjön Juojärvi och i kommunen Outokumpu i den ekonomiska regionen  Joensuu ekonomiska region  och landskapet Norra Karelen, i den centrala delen av landet, 300 km nordost om huvudstaden Helsingfors. Öns area är 2,8 hektar och dess största längd är 310 meter i sydöst-nordvästlig riktning.